# 紅屋商事
紅屋商事株式会社（べにやしょうじ、英: Beniya Shoji Ltd.）は、青森県と秋田県を地盤にスーパーマーケットとドラッグストアを営む小売業者。オール日本スーパーマーケット協会に加盟し、本社を青森市に置く。企業規模は県内第2位。

## 概要
1951年（昭和26年）2月青森市に繊維製品専門店紅屋商店を創業し、1959年（昭和34年）12月25日に資本金400万円で紅屋商事株式会社を設立した。
1971年（昭和46年）に食品スーパーマーケット1号店としてベニーマート土手町店を開設し、1993年（平成5年）にドラッグストア1号店としてメガ黒石店を開設した。
当店のポイントカードの会員証（Beniya Point Card）に「楽天Edy」付きのものを希望すれば電子マネー付ポイントカードとして発行可能となっていた（有料）が、2018年2月から順次、オール日本スーパーマーケット協会と富士通エフ・アイ・ピー株式会社協力の下で電子マネー機能付ポイントカードのBENICAを発行したため、旧来の会員サービス（Beniya Point Card）が順次終了し、他店で当該楽天Edyを利用してもポイント付与がなされるサービスについても2018年3月31日までに終了している。なお、BENICAは、秋田県と八戸地区では当面の間電子マネー機能は使用不可としていたが、2018年11月1日からは八戸地区でも使用可能となっている。

## 沿革
- 1951年（昭和26年）2月青森市に繊維製品専門店紅屋商店を創業[1]。
- 1959年（昭和34年）12月25日 - 資本金400万円で紅屋商事株式会社を設立[1]。
- 1962年（昭和37年） - 青森市新町にて新町店を開業する（1968年廃止）[6]。
- 1963年 - 弘前市土手町にて弘前店を開業する（2004年閉店）[6]。
- 1968年 - 青森市新町にて新町店を廃止し、青森店を開業する[6]。
- 1971年（昭和46年） - 食品スーパーマーケット1号店としてベニーマート土手町店を開設[1]。
- 1981年 - 弘前市中野にてスーパーマーケット「ベニーマート」松原店を開店[6]。
- 1988年 - 弘前市福田にてディスカウントストア「カブフーズ」弘前店が、弘前市城東にてドラッグストア「スーパードラッグ『メガ』」城東店が、それぞれ開業する[6]。
- 1993年（平成5年） - ドラッグストア1号店としてメガ黒石店を開設[1]。
- 1995年 - 秋田県能代市にて「スーパードラッグ『メガ』」能代店が開業し、秋田県に進出[6]。
- 2009年7月 - 八戸市（沼館4丁目）にて「カブ」シンフォニープラザ店が開業し、県南に進出[6][7]。
- 2020年
  - 4月 - 黒石IC物流センターを新設稼働[8]。
  - 11月10日 - ベニーマート青森店を閉店し、本社をカブセンター西青森店2階に移転[9][10]。
- 2023年
  - 3月19日 - シンフォニープラザ店が営業終了[7]。
  - 4月中旬 - 八戸市江陽2丁目にカブ・マルシェ江陽店をオープン（予定）[7]。

## 事業所
青森本社
- 青森県青森市石江字三好130番1 カブセンター西青森店二階

弘前本部
- 青森県弘前市高田4丁目2-10 カブセンター弘前店二階

※弘前本部が実質の本社扱い

## 店舗

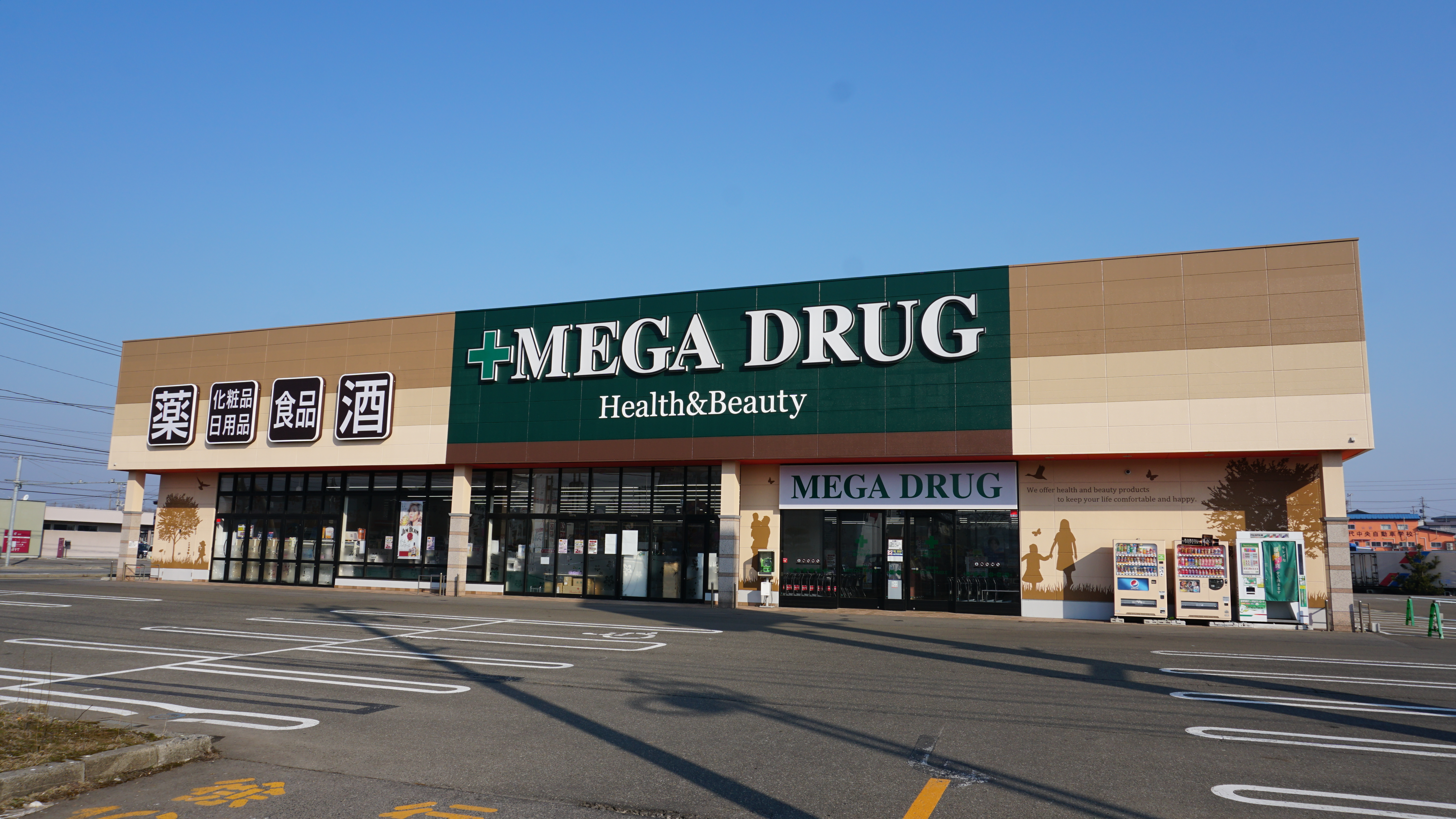
紅屋商事が運営する店舗の一例（メガ能代中央店）

食品スーパーマーケット「ベニーマート」・「カブ」及び、ドラッグストア「スーパードラッグ『メガ』」を展開している。
各店舗の詳細は公式サイト「紅屋商事株式会社　店舗検索」を参照。

### 過去に存在した店舗
- 紅屋弘前店（弘前市土手町）
  - 1963年に開業し、1973年6階建てに増築[6]。2004年2月29日閉店。
- 旧本社・ベニーマート青森店（青森市新町2丁目5-8）[11]
  - 1962年に開業し、1969年に5階建てに増築[6]。2020年11月10日閉店。2020年11月17日には本社機能も移転[10][11]。
  - 閉店時点では1階に食料品売り場、2階は衣料品売り場で、3階より上は売り場が廃止されている[11]。
- カブ・シンフォニープラザ店（八戸市沼館4丁目）[7]
  - 2009年7月に開業[7]。2023年3月19日に閉店し、江陽に移転して同年4月にカブ・マルシェ江陽店をオープンすることになった[7]。

## 人事
禁煙促進に力を入れている企業であり、禁煙している従業員は、申請すれば正社員・契約社員のみならず、ロングパート・ショートパート従業員も禁煙手当を受け取ることが出来る。
新卒採用はユニバースが大卒・短大卒採用が中心なのに対し、紅屋商事は高卒も採用している。

### 紅屋商事事件
昭和50年賞与において、会社が組合員の人事考課を他の従業員より低く査定し支給した事が不当労働行為として争われた事件。初審の青森地方労働委員会は会社の行為を不当労働行為と認め、組合員と非組合員の人事考課の平均値の差に基づいて差額を計算し支給することを命じ、中央労働委員会もこの救済命令を支持した。会社側はこれを不服として行政訴訟を起こしたが、一、二審とも敗訴し、昭和61年最高裁で上告棄却となった。
この判決は、個別の考課内容に立ち入らずに考課の平均値の差を扱ういわゆる「大量観察方式」を最高裁が初めて認めた重要判例である。